# Étain
Cet article concerne l'élément chimique. Pour les autres significations, voir Étain (homonymie).
L'étain est l'élément chimique de numéro atomique 50, de symbole Sn (du latin stannum). C'est un métal pauvre du groupe 14 du tableau périodique. Il existe dix isotopes stables de l'étain, principalement ceux de masses 120, 118 et 116.
L'étain existe aux états d'oxydation 0, +II et +IV. À température ambiante le corps simple étain est un solide métallique.
L'étain est connu dès l'Antiquité, où il servait à protéger la vaisselle de l'oxydation et pour préparer le bronze. Il est toujours utilisé pour cet usage, et pour le brasage. Cet élément est peu toxique. Rare à l'état natif, l'étain est essentiellement extrait d'un minéral appelé cassitérite où il se trouve sous forme d'oxyde SnO2.

## Caractéristiques
C'est un métal gris-argent, malléable, moyennement ductile à température ambiante. Il est hautement cristallisé et la déformation d'une lame d'étain produit du bruit ; on dit que l'étain « crie » ou « pleure » (phénomène de maclage).
Il résiste à la corrosion par l'eau de mer et l'eau douce, mais peut être attaqué par les acides forts. Cette résistance est de nature cinétique puisque le potentiel normal du couple Sn2+Sn = -0,136 V. Il est donc thermodynamiquement attaqué par l'eau, et bien sûr par l'oxygène.

### Variétés allotropiques
À la pression atmosphérique, l'étain pur possède trois variétés allotropiques (il peut exister sous trois formes cristallines). Entre 13 °C et 162 °C, l'étain est de structure tétragonale (forme {\displaystyle \beta }), c'est l'étain blanc, de masse volumique 7,28 g cm−3. Au-dessus de 162 °C, on trouve la structure orthorhombique (forme {\displaystyle \gamma }), cassante, que l'on peut pulvériser avec un mortier. En dessous de 13 °C, l'étain blanc se transforme lentement en étain gris, de structure diamant (forme {\displaystyle \alpha }), de masse volumique 5,75 g cm−3.
Cette transformation et le changement de densité qui l'accompagne affectent la tenue mécanique du matériau. En dessous de −50 °C, la transformation est rapide et l'étain devient pulvérulent (tombe en poussière). C'est la « peste de l'étain » (« lèpre de l'étain » quand le phénomène reste superficiel). Ce phénomène « est décrit lors de la campagne de Russie par les soldats de Napoléon, bien placés pour faire cette observation, leurs boutons de pantalons étaient en étain ».
Par déposition contrôlée de l'étain en phase gazeuse sur un substrat solide on peut former une monocouche d'atomes d'étain de structure hexagonale : le stanène, similaire au graphène. Le stanène est un isolant topologique bidimensionnel.

### Isotopes
L'étain possède 40 isotopes connus, de nombre de masse variant de 99 à 138, et 32 isomères nucléaires. Parmi eux, 10 sont stables (trois sont potentiellement radioactifs, mais aucune désintégration n'a pour l'instant été observée), ce qui fait de l'étain l'élément comportant le plus d'isotopes stables, suivi par le xénon. Il y a de grandes chances que cette propriété ait un rapport avec le fait que l'étain possède 50 protons, un nombre magique.

## Historique
L'étain est connu dès la Préhistoire sur toute la planète. C'est un des composants de la métallurgie du bronze. Le nom d'origine latine stannum ou stagnum fut d'abord utilisé pour un mélange d'argent et de plomb. L'étain utilisé par les Grecs et les Mésopotamiens des débuts de l'âge du bronze était extrait principalement en Afghanistan. Les navires phéniciens franchirent les colonnes d'Hercule et allèrent jusqu'en Bretagne et en Cornouailles (les mythiques « îles Cassitérides ») à la recherche des mines d'étain (en grec ancien κασσίτερος / kasíteros). Plus tard, Jules César a signalé l'exploitation de minerais d'étain en Bretagne, qu'il situe à tort dans le centre du pays au lieu des Cornouailles.

## Production

### Extraction
La métallurgie de l'étain est une réduction de l'oxyde SnO2 par le carbone à haute température.
Il existe également un circuit de recyclage qui produit 30 % de l'étain. Ainsi, l'étain contenu dans un alliage appelé fer-blanc (acier recouvert de 0,3 % d'étain pour le protéger) est récupéré par traitement à la soude à 70 °C. L'acier reste à l'état métallique alors que l'étain est attaqué et produit des ions stannate SnO44−. Ceux-ci sont ensuite réduits en étain métallique par électrolyse.
La France ne possède plus de mine d'étain depuis 1975. Les dernières, en Bretagne (mine de Saint-Renan) en produisaient 500 t/an.
La Malaisie est le pays où se situent la plupart des réserves mondiales d'étain. La cassitérite y est notamment exploitée par dragage des fonds sous-marins, ce qui n'est pas sans poser de sérieux problèmes environnementaux.
Production minière mondiale 2014 
|             | Pays        | Production | % monde |
| ----------- | ----------- | ---------- | ------- |
| 1           | Chine       | 106 000 t  | 34,4 %  |
| 2           | Indonésie   | 88 300 t   | 28,7 %  |
| 3           | Birmanie    | 30 000 t   | 9,7 %   |
| 4           | Pérou       | 23 100 t   | 7,5 %   |
| 5           | Bolivie     | 19 800 t   | 6,4 %   |
| 6           | Brésil      | 12 100 t   | 3,9 %   |
| 7           | Australie   | 7 200 t    | 2,3 %   |
| 8           | Viêt-Nam    | 5 400 t    | 1,8 %   |
| 9           | Rwanda      | 4 000 t    | 1,3 %   |
| 9           | RDCongo     | 4 000 t    | 1,3 %   |
| Total monde | Total monde | 307 900 t  | 100 %   |

Note 1 : À la suite des troubles en Birmanie depuis 2014 il s'avère qu'environ un quart de la production chinoise jusqu'en 2014 est en réalité une production birmane à la frontière chinoise.
Note 2 : L'étain se recycle et la Belgique produit - par exemple - environ 9 000 t d'étain recyclé par an.
Note 3 : En raison d'une faible demande et d'une offre constante d'étain recyclé, le cours de l'étain est depuis 2008 inférieur au coût d'extraction. C'est pourquoi l'extraction est en diminution et parfois artisanale.

### Alliages
Les bronzes sont de nos jours des mélanges de cuivre et d'étain. Le terme désignait autrefois tous les alliages du cuivre ; on l'appelait aussi airain, sans que la composition de l'alliage soit plus précise. Utilisé dès l'Antiquité, il a caractérisé l’âge du bronze.
Les autres alliages sont moins notoires, et les termes qui les décrivent sont plus précis.
- L'alliage plomb-étain, dit aussi parfois métal blanc n'est plus utilisé pour le contact alimentaire en raison de la toxicité du plomb, mais sert pour la brasure.
- Le « métal anglais » est un alliage d'étain (de 70 à 94 %), d'antimoine (de 5 à 24 %) et de cuivre (jusqu'à 5 %) servant à la fabrication de vaisselle et d'objets de décoration.
- Le plomb typographique est un alliage destiné à la fabrication des caractères typographiques qui contient 5 % d'étain pour 70 % de plomb et 25 % d’antimoine (des proportions plus anciennes font état de 15 % d'étain pour 80 % de plomb et 5 % d'antimoine).

### Législation

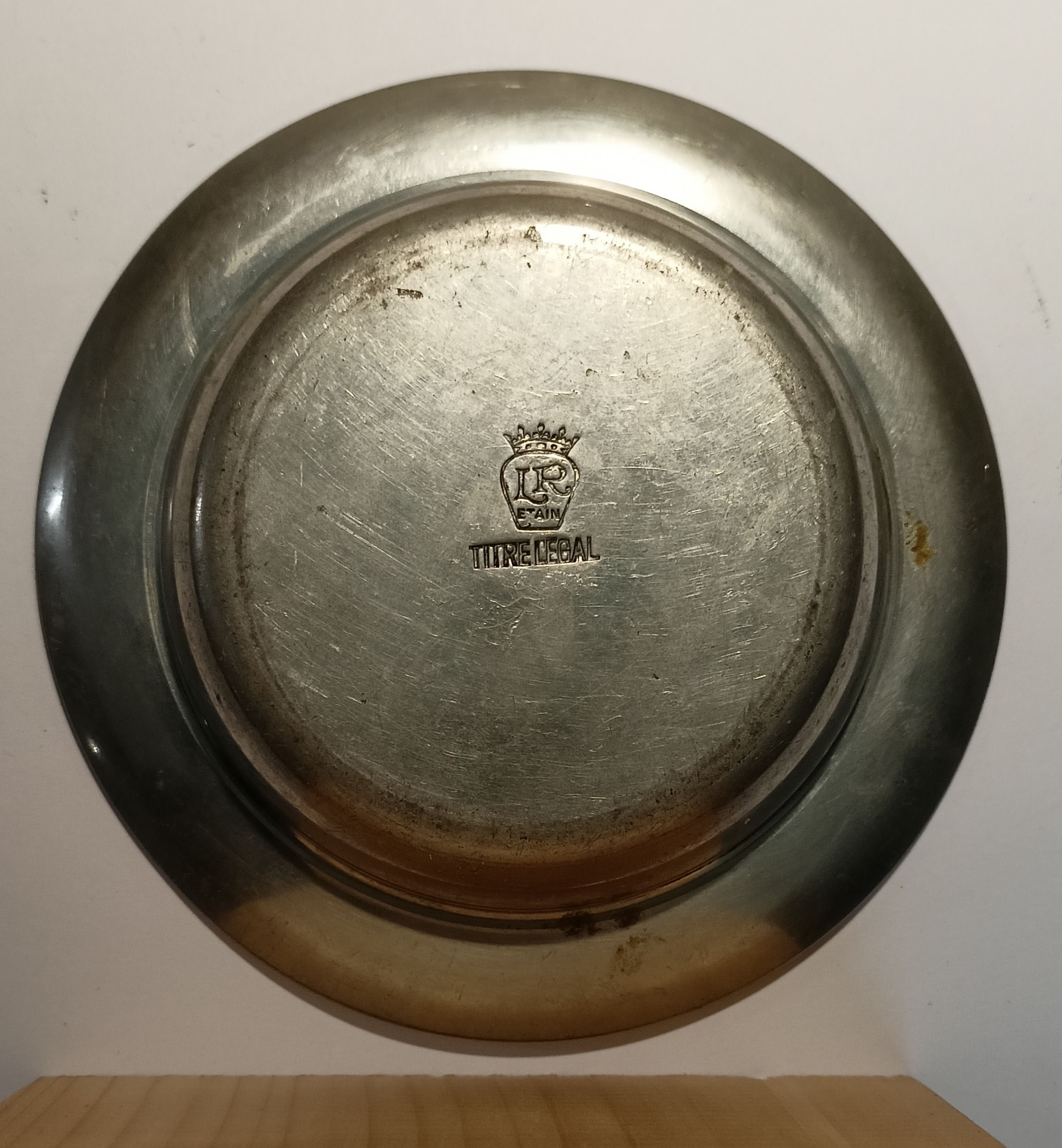
Poinçon - LR Etain -Titre légal sur une timbale.

En France, il est interdit de vendre sous la dénomination étain un objet fabriqué avec un alliage dans lequel l'étain entre à moins de 82%. Le poinçon est la marque du spécialiste qui garantit que cette condition est remplie.

### Composés
- Le dioxyde d'étain SnO2 est utilisé entre 4 et 8 % dans certains verres comme opacifiant[12].
- Le tétrachlorure d'étain SnCl4 permet de préparer les dérivés organoétains ou sert comme catalyseur de Friedel-Crafts pour les réactions d'acylation, d'alkylation et de cyclisation[12].
- Les stannates SnO44− sont des sources d'étain pour les étamages électrolytiques[12].
- L'octanoate d'étain(II) Sn(C7H15COO)2 s'utilise comme catalyseur pour la production de mousses de polyuréthane[12].
- Les organoétains (50 000 t/ans utilisées dans le monde), dont :
  - le plus utilisé, le tributylétain n-(C4H9)3Sn-H. Il est utilisé pour les peintures navales antifouling[12].
  - les dialkylétains (20 940 t) sont utilisés comme stabilisant thermique du PVC[12]
  - Le dilaurate de dibutylétain, (nC4H9)2Sn(OOCC11H23)2, sert de catalyseur pour la fabrication des caoutchoucs silicones[12].
  - L'oxyde de tributylétain [(n-C4H9)3Sn]2O est un fongicide utilisé pour la préservation du bois[12]. On l'utilise dans des peintures pour coques de bateau pour empêcher la fixation des algues. Ce composé est toxique pour l'environnement, ce qui en fait limiter l'usage actuellement.

## Utilisations
L'étain peut s'utiliser au contact des aliments.
L'étain intervient sous forme pure ou alliée dans la fabrication de nombreux objets, notamment :
- Les feuilles d’étain ont été utilisées pour la conservation de la viande et du Roquefort.
- Les tubes souples pour l'emballage de produits pâteux à l'abri de l'air ont été d'abord produits en étain. En 1841, un fabricant de couleurs à l'huile propose le tube de peinture souple en étain. Il servira ensuite pour des cosmétiques et le dentifrice ou des produits alimentaires au début du XXe siècle. L'étain sera ensuite remplacé par de l'aluminium, moins coûteux, puis souvent par de la matière plastique.
- La boite de conserve.
- La vaisselle et les objets décoratifs sont généralement en « métal anglais », de composition variable ; le métier de potier d'étain remonte au Moyen Âge.
- Figurines, soldats dits « de plomb », objets décoratifs sont fondus en étain ou alliage avec du plomb.
- L'alliage « noble » pour fondre les sculptures est le bronze, qui a aussi servi pour les canons de l'ancienne artillerie.
- La robinetterie utilise un alliage intermédiaire entre le laiton et le bronze qui comprend 10 % d'étain et 3 % de zinc[réf. souhaitée].
- La brasure (abusivement nommée soudure) s'effectue avec un métal d'apport constitué par un alliage souvent d'étain, comme en électronique.
- On incorpore souvent de l'étain dans l'alliage des pièces de monnaie. Les pièces de 50 centimes, 20 centimes et 10 centimes d'Euro en contiennent 1 %.
- L'alliage niobium-étain Nb3Sn est supraconducteur à des températures relativement « élevées » (température critique de −254,15 °C). Ses performances : densité de courant de 750 A mm−2 sous 12 teslas le désigne comme le successeur du niobium-titane pour les applications à grande échelle.
- L'alliage de Newton (50 % de bismuth, 20 % de plomb et 30 % d'étain) à bas point de fusion (98 °C) sert en radioprotection.

L'étain sert encore comme auxiliaire de fabrication. Le procédé le plus répandu pour celle du verre plat est le flottage sur lit d'étain en fusion (verre « float » ou verre flotté).

### Instruments de musique
Tuyau d'orgueL'étain donne une belle sonorité, résiste bien à la corrosion et garde une belle couleur pour les tuyaux de « montre ». Les facteurs d'orgue utilisent rarement l'étain pur, le plus souvent un alliage d'étain comprenant au moins 50 % d'étain avec du plomb, du cuivre et des traces d'autres métaux comme l'antimoine.
ClocheLes cloches se fondent en bronze contenant entre 21,5 et 24 % d'étain (d'autant plus que la cloche est petite). La teneur en étain influe sur la dureté du métal, et, par conséquent, sur la qualité du son de la cloche.
CymbaleComme pour la cloche, l'alliage joue un rôle important dans la sonorité de l'instrument, en plus du mode de fabrication ; la composition du métal est différente si celui-ci est destiné à gagner sa structure par martelage. Les alliages les plus connus sont le B8 (CuSn8) avec 8 % d'étain et 92 % de cuivre, et le B20 (CuSn20) avec 20 % d'étain et 80 % de cuivre[réf. souhaitée].
CuivresL'étain n'entre dans la fabrication des instruments de la famille des cuivres, pour la plupart fabriqués en laiton malgré leur nom en français, que dans leurs brasages à l'aide d'alliages comportant, pour la plupart, de l'étain.

### Étamage
L'étamage consiste à recouvrir une pièce métallique d'une fine couche d'étain ou d'un alliage plomb-étain.
On étame le verre pour fabriquer des miroirs, les casseroles en cuivre pour éviter la formation d'oxyde de cuivre toxique (vert-de-gris), ou les conducteurs électriques pour améliorer les contacts et faciliter la brasure de composants.
Le fer-blanc est une tôle fine d'acier doux étamée, généralement par électro-déposition. Le fer-blanc était surtout utilisé pour fabriquer les emballages métalliques (boîtes de conserve).
Sur un circuit imprimé, l'étain pur (sans plomb) peut former des « whiskers », c'est-à-dire des fils micrométriques susceptibles de provoquer des courts-circuits. Le processus de formation des « whiskers », qui dure plusieurs mois, est mal compris (il semble que l'intensité du champ magnétique joue un rôle). Des remèdes existent (ajouts de traces d'autres métaux au moment du dépôt de la couche d'étain)[réf. souhaitée].

## Toxicologie
Ce métal n'est pas toxique, mais était et reste souvent associé à des traces de plomb, qui l'est.

### Imprégnation des populations humaines
Elle semble presque systématique dans les pays riches (dont France) mais en des proportions encore mal connue, et elle varie vraisemblablement selon de nombreux paramètres (environnementaux et alimentaires notamment).
En 2018 en France le « Volet périnatal » du programme national de biosurveillance a publié une évaluation de l'imprégnation des femmes enceintes notamment par le cobalt (et par 12 autres métaux ou métalloïdes et quelques polluants organiques).
Ce travail a été fait à l'occasion du suivi d'une cohorte de 4 145 femmes enceintes (« Cohorte Elfe »). Cette cohorte comprenait des femmes ayant accouché en France en 2011 hors Corse et TOM). Le dosage urinaire de 990 femmes enceintes arrivant à la maternité a confirmé une quasi-omniprésence de l'étain dans l'environnement ; il a été retrouvé dans 91 % des échantillons d’urine analysées (moyenne géométrique : 0,29 μg/L ; créatinine : 0,39 μ μg/g). Ces taux sont relativement similaires à ceux cités hors de France par des études ayant porté sur des adultes, et (par quelques rares étude) concernant les femmes enceintes. Dans le contexte périnatal français de 2011, le risque d'imprégnation par l’étain a semblé croître avec la consommation d'eau du robinet (peut-être en raison de la fréquence de l'étain dans les produits de soudures des canalisations ou dans certains matériaux entrant en contact avec l’eau destinée à la consommation humaine).

## Couleur

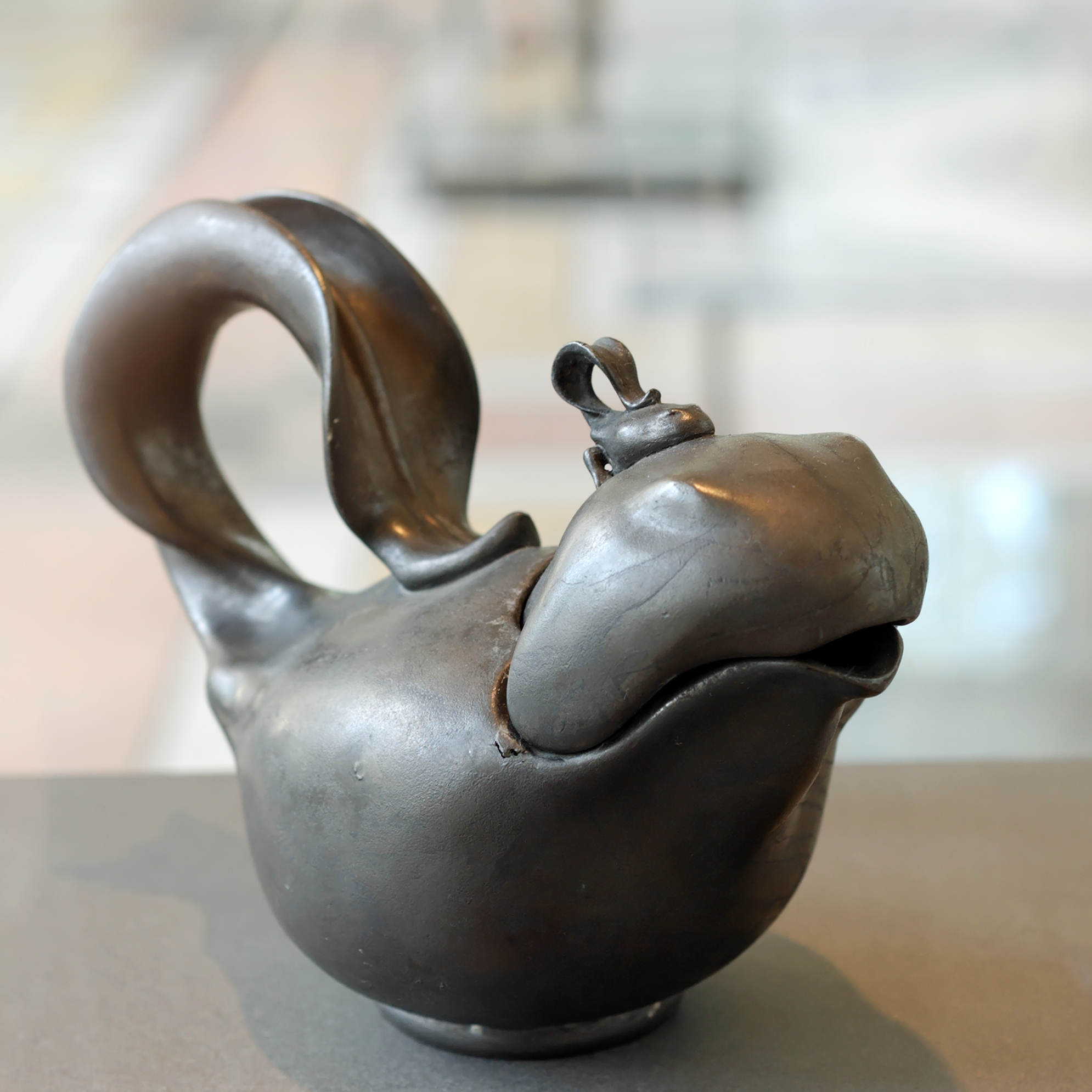
Théière en étain.

L'étain utilisé en décoration a un brillant assez faible par rapport à celui d'autres métaux, mais suffisant pour être difficile à répliquer, sauf avec des peintures métallisées. La surface de l'étain oxydée (patinée) est plus sombre et moins brillante que celle de l'étain neuf.
La couleur étain est un nom de couleur en usage dans la mode, pour désigner une nuance de gris, qui ne peut avoir l'apparence du métal. Dans la décoration et le bâtiment, il s'utilise pour des surfaces grises ayant un certain brillant.
Dans les répertoires commerciaux, on trouve en fil à broder 169 étain ; en matériaux de construction béton ciré étain.
L'étain est le composant principal d'un pigment jaune historique, l'or mussif, un bisulfure d'étain d'aspect doré, utilisé notamment dans l'art byzantin pour les icônes et les mosaïques. Il se compose de fines plaquettes donnant un éclat à la peinture. Il est référencé PY38 au Colour Index. C'est un produit vénéneux, abandonné aujourd'hui au profit de poudres de bronze.

## Significations conventionnelles
- Les noces d'étain symbolisent les 10 ans de mariage dans le folklore français.
- L'étain est le 4e niveau dans la progression de la sarbacane sportive.
- Fabre d'Églantine proposa d'associer à chaque jour du calendrier républicain un des « objets qui composent la véritable richesse nationale », à la place des saints du calendrier romain. Le 26e jour du mois de nivôse a donc été dédié à l'étain[20].